# Khẩu cái mềm
Khẩu cái mềm là mô mềm cấu thành phía sau vòm miệng ở lớp Thú. Khẩu cái mềm là một phần của vòm miệng; phần còn lại là vòm miệng cứng. Khẩu cái mềm được phân biệt với vòm miệng cứng nằm phía trước miệng ở chỗ nó không chứa xương.

## Cấu trúc

### Cơ

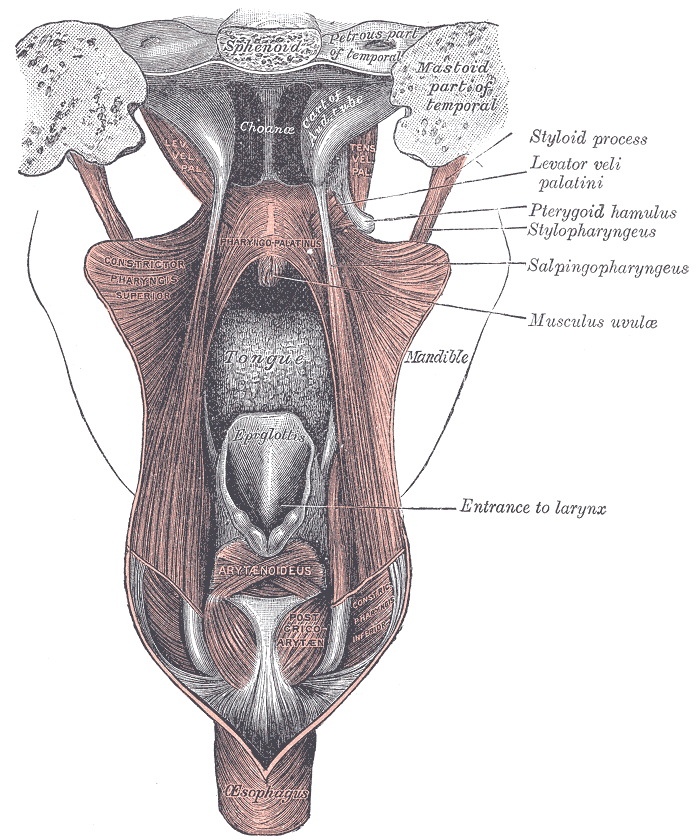
Cắt bỏ các cơ của vòm miệng từ phía sau.

Năm cơ của khẩu cái mềm đóng vai trò quan trọng trong việc nuốt và thở là:
1. Tenor veli palatini, có liên quan đến nuốt
2. Palatoglossus, liên quan đến việc nuốt
3. Palatopharyngeus, liên quan đến hít thở
4. Levator veli palatini, tham gia nuốt
5. Musculus uvulae, di chuyển lưỡi gà

Các cơ này được bố trí thần kinh bởi viêm tĩnh mạch hầu thông qua dây thần kinh phế vị, ngoại trừ veli palatini tenor. Các veli palatini tenor được bẩm sinh bởi sự phân chia bắt buộc của dây thần kinh dưới của dây thần kinh sinh ba (V3).

## Chức năng
Khẩu cái mềm có thể di chuyển, bao gồm các sợi cơ được bọc trong niêm mạc. Nó có trách nhiệm đóng cửa hệ hô hấp trong hành động nuốt, và cũng để đóng đường thở. Trong khi hắt hơi, nó bảo vệ đường mũi bằng cách chuyển một phần chất bài tiết vào miệng.
Ở người, lưỡi gà được treo ở cuối khẩu cái mềm. Chạm vào lưỡi gà hoặc cuối khẩu cái mềm gợi lên một phản xạ bịt miệng mạnh mẽ ở hầu hết mọi người.

### Nói
Một âm thanh lời nói được tạo ra bởi phần giữa của lưỡi (dorsum) chạm vào khẩu cái mềm được gọi là âm ngạc mềm.
Có thể cho khẩu cái mềm rút lại và nâng lên trong khi nói để tách khoang miệng khỏi khoang mũi tạo ra âm thanh lời nói. Nếu sự phân tách này không đầy đủ, không khí thoát ra qua mũi, khiến cho lời nói bị coi là có giọng mũi.

### Tạo kiểu mẫu
Trong cấu trúc vi mô của khẩu cái mềm có nhiều loại sợi định hướng thay đổi tạo ra bề mặt không đều với phân bố mật độ không đều. Các mô đã được đặc trưng với độ nhớt, phi tuyến và dị hướng theo hướng của các sợi. Giá trị suất Young nằm trong khoảng từ 585 Pa ở rìa tự do sau của khẩu cái mềm đến 1409 Pa ở khẩu cái mềm gắn vào hàm trên. Các tính chất này rất hữu ích khi định lượng tác động của các thiết bị chỉnh hình chỉnh hình như Tấm Hotz trên khe hở môi.
Các phân tích định lượng đã được thực hiện trên vòm miệng hai bên và độc lập để hiểu rõ hơn về sự khác biệt hình học của hở hàm ếch trong suốt quá trình phát triển và điều trị. Mặc dù khó khăn trong việc tìm kiếm các mốc phổ biến để có thể so sánh giữa khẩu cái mềm và vòm miệng, các phương pháp phân tích đã được đưa ra để đánh giá sự khác biệt về mức độ cong của đỉnh phế nang, diện tích bề mặt hai chiều và ba chiều và độ dốc của đỉnh phế nang.
Phân tích phần tử hữu hạn đã chứng minh mô hình hiệu quả của việc mở rộng và chuyển động khẩu cái mềm. Nó cũng là một công cụ hiệu quả để đánh giá hiệu quả sọ não của các thiết bị chỉnh hình và chữa trị sứt môi.

## Ý nghĩa lâm sàng

### Bệnh
Bệnh lý của khẩu cái mềm bao gồm các tổn thương niêm mạc như pemphigus vulgaris, herpangina và viêm miệng di chuyển và về các cơ bắp như sứt môi và hở hàm ếch bẩm sinh và sứt môi. 

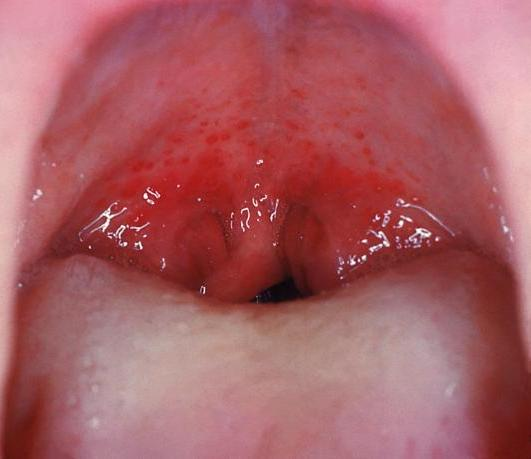
Vòm miệng ban xuất huyết.

Đốm xuất huyết trên khẩu cái mềm chủ yếu liên quan đến viêm họng do liên cầu khuẩn, và do đó, đây là một phát hiện không phổ biến nhưng rất đặc hiệu. 10 đến 30 phần trăm các trường hợp đốm xuất huyết trên vòm miệng được ước tính là do việc mút, có thể là thói quen hoặc từ việc liếm dương vật.

## Hình ảnh bổ sung

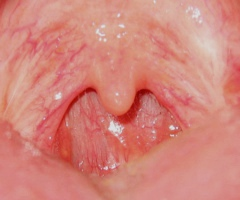
Khẩu cái mềm không có amidan (sau phẫu thuật cắt amidan)
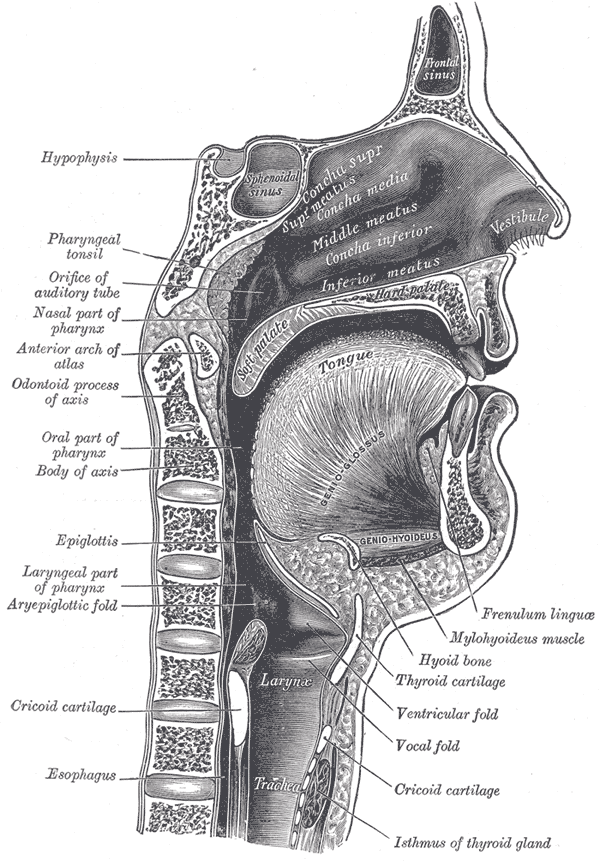
Phần mũi của miệng, hầu họng và thanh quản.
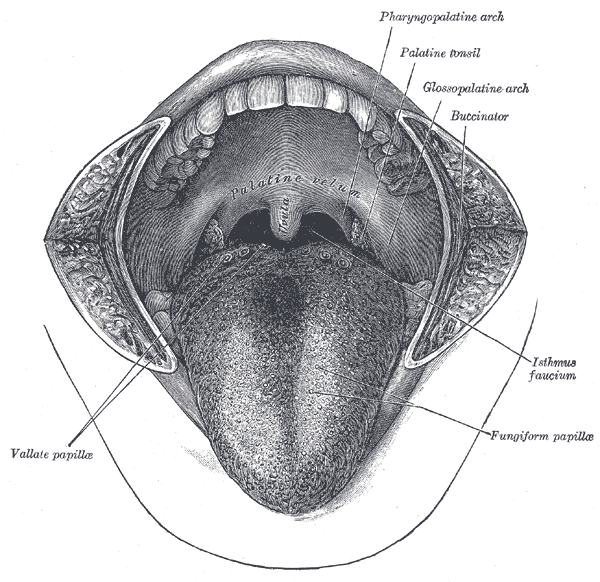
Khoang miệng. Má đã bị rạch ngang và lưỡi kéo về phía trước.
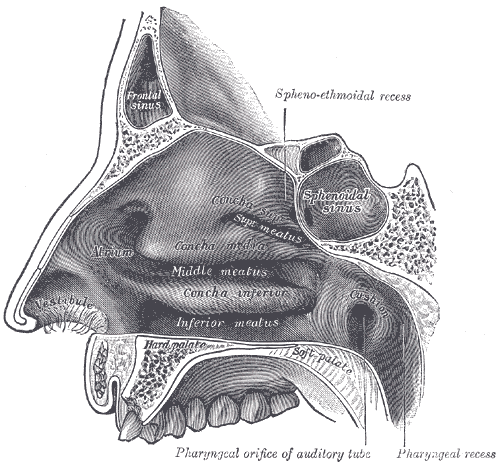
Thành bên của khoang mũi. (Khẩu cái mềm có thể nhìn thấy ở phía dưới bên phải)